# Henri Cordier (orientaliste)
Pour les articles homonymes, voir Henri Cordier et Cordier (homonymie).
Henri Cordier, né le 8 août 1849 à La Nouvelle-Orléans et mort le 16 mars 1925 à Paris 16e, est un linguiste, historien, ethnologue, auteur, éditeur et orientaliste français. Il a été président de la Société de géographie, sise à Paris.

## Biographie

### Jeunesse et études
Né à la Nouvelle-Orléans, Cordier arrive en France en 1852, à trois ans, et sa famille emménage à Paris en 1855. Il fait ses études au collège Chaptal puis en Angleterre.

### Parcours professionnel
En 1869, à 20 ans, il s'embarque pour Shanghai, où il travaille pour une banque anglaise. Au cours des deux années suivantes, il publie plusieurs articles dans les journaux locaux. 
En 1872, il est nommé bibliothécaire de la branche Chine du Nord de la Royal Asiatic Society. Durant cette période, il publie une vingtaine d'articles dans le Courrier du Soir de Shanghai, les Nouvelles quotidiennes de la Chine du Nord et le Journal de la branche de la Chine du Nord de la Royal Asiatic Society.
En 1876, il a été nommé secrétaire d'un programme du gouvernement chinois pour les étudiants chinois en Europe.
Henri Cordier a été professeur à l’École spéciale des langues orientales (INALCO). Il rejoint le corps professoral en 1881, et est professeur de 1881 à 1925. Lorsque l’École libre des sciences politiques souhaite s'ouvrir à l'enseignement international afin de former les administrateurs coloniaux, Cordier est recruté pour donner un cours sur l'Extrême-Orient. Il fait partie d'une vague d'orientalistes recrutés au sein de l'école, dont font aussi partie Jules Silvestre, Paul Pelet et Albert Wilhelm.
Avec Gustaaf Schlegel, il a créé en 1890 le T'oung Pao, qui a été le premier journal international des études chinoises, dont il était le rédacteur en chef.
Il meurt à son domicile parisien, au no 8 rue de Siam.

## Honneurs
- Membre honorifique de la Royal Asiatic Society, 1893.
- Membre correspondant de la Royal Geographical Society, 1908.
- Membre de l'Académie des inscriptions et belles-lettres, 1908.
- Vice-président de la Société asiatique, de 1918 à 1925.
- Président de la Société de géographie, de 1924 à 1925.

## Décorations
- Officier de la Légion d'honneur (25 août 1921). Chevalier de 1884.
- Commandeur de l'ordre royal du Cambodge

## Œuvres choisies
Les écrits publiés par Cordier englobent 1 033 œuvres 1 810 articles en 13 langues et 7 984 dans la bibliothèque.
- Bibliotheca sinica. Dictionnaire bibliographique des ouvrages relatifs à l'Empire chinois, vol. 1; Vol. 2. (1878-1895)
- Bibliographie des œuvres de Beaumarchais (1883)
- La France en Chine au XVIIIe siècle : documents inédits/publiés sur les manuscrits conservés au dépôt des affaires étrangères, avec une introduction et des notes (1883)
- Mémoire sur la Chine adressé à Napoléon Ier : mélanges, vol. 1; Vol. 2; by F. Renouard de Ste-Croix, edited by Henri Cordier. (1895-1905)
- Les Origines de deux établissements français dans l'Extrême-Orient: Chang-Haï, Ning-Po, documents inédits, publiés, avec une introduction et des notes (1896)
- La Révolution en Chine : les origines (1900)
- Conférence sur les relations de la Chine avec l'Europe. (1901)
- L'Imprimerie sino-européenne en Chine : bibliographie des ouvrages publiés en Chine par les Européens au XVIIe et au XVIIIe siècle. (1901)
- Dictionnaire bibliographique des ouvrages relatifs à l'Empire chinois : bibliotheca sinica, vol. 1;  Vol. 2; Vol. 3; Vol. 4. (1904-1907)
- Rédacteur de la troisième édition du livre de Henry Yule, The Book of Ser Marco Polo, Londres, 1903 (lire en ligne vol.1 et vol.2).
- L'Expédition de Chine de 1860, histoire diplomatique, notes et documents (1906)
- Ser Marco Polo : vol.1 (1910)
- Bibliotheca Indosinica. Dictionnaire bibliographique des ouvrages relatifs à la péninsule indochinoise (1912)
- Bibliotheca Japonica. Dictionnaire bibliographique des ouvrages relatifs à l'empire Japonais rangés par ordre chronologique jusqu'à 1870 (1912)
- Mémoires Concernant l'Asie Orientale : vol.1 Mémoires Concernant l'Asie Orientale : vol.2 Mémoires Concernant l'Asie Orientale : vol.3 (1913)
- Le Voyage à la Chine au XVIIIe siècle. Extrait du journal de M. Bouvet, commandant le vaisseau de la Compagnie des Indes le Villevault (1765-1766) (1913)
- Rédacteur de la réédition du livre de Henry Yule, Cathay and the Way Thither: being a Collection of Medieval Notices of China, Londres, 1913-1916 (quatre volumes).
- Bibliographie stendhalienne (1914)
- La Suppression de la compagnie de Jésus et la mission de Péking (1918)
- Histoire générale de la Chine et de ses relations avec les pays étrangers: depuis les temps les plus anciens jusqu'à la chute de la dynastie Mandchoue, vol. I, Depuis les temps les plus anciens jusqu'à la chute de la dynastie T'ang (907); Vol. 2, Depuis les cinq dynasties (907) jusqu'à la chute des Mongols (1368); Vol. 3, Depuis l'avènement des Mings (1368) jusqu'à la mort de Kia K'ing (1820);  Vol. 4, Depuis l'avènement de Tao Kouang (1821) jusqu'à l'époque actuelle. (1920-1921)
- La Chine. (1921)
- La Chine en France au XVIIIe siècle (Paris, 1910)
- Chine : vol.1
- Henri Cordier, Half a Decade of Chinese studies (1886-1891), Leyde : E.J. Brill, 1892. OCLC 2174926